# Position au football canadien
Pour les articles homonymes, voir Position.
Au football canadien, chaque équipe a 12 joueurs sur le terrain en même temps. Le rôle spécifique qu'un joueur prend sur le terrain est appelé sa position.
Les équipes sont autorisées à changer après chaque jeu un nombre illimité de joueurs. Ceux-ci peuvent être répartis dans trois équipes ou unités :
- l'attaque ou équipe offensive : c'est l'équipe qui a la possession du ballon et qui tente de marquer ;
- la défense ou équipe défensive : c'est l'équipe qui tente d'empêcher l'autre équipe de marquer et qui tente de récupérer le ballon ;
- les unités spéciales : ce sont les équipes qui jouent dans les situations de bottés.

Au sein de ces groupes, différentes positions spécifiques existent en fonction du rôle principal de chaque joueur. Il est à noter que les règlements officiels de la Ligue canadienne de football ne définissent nommément que les positions de centre, de quart-arrière et de botteur, ainsi que le nombre de joueurs de l'équipe à l’attaque qui doivent se situer sur la ligne de mêlée et sont des receveurs non-éligibles. Les noms des autres positions et leur disposition peuvent varier selon la stratégie employée.

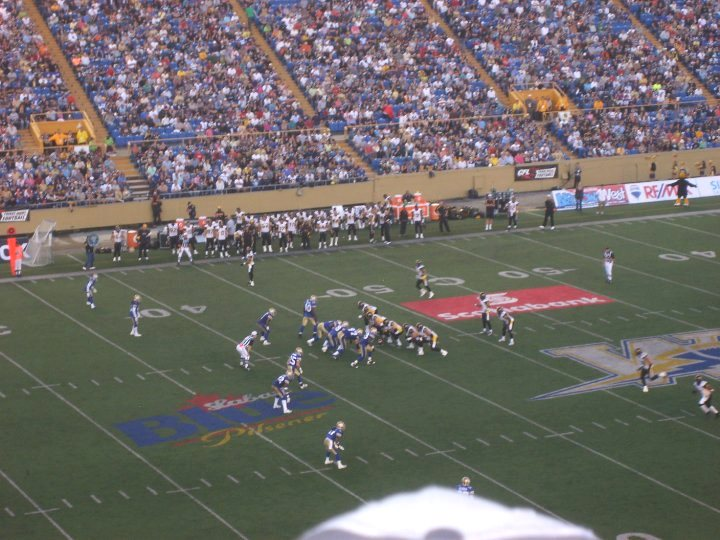
Les Blue Bombers de Winnipeg à gauche, en défensive, et les Tiger-Cats de Hamilton à droite, à l'attaque, juste avant le déclenchement du jeu. Les deux joueurs à l’extrême droite sont déjà en mouvement.

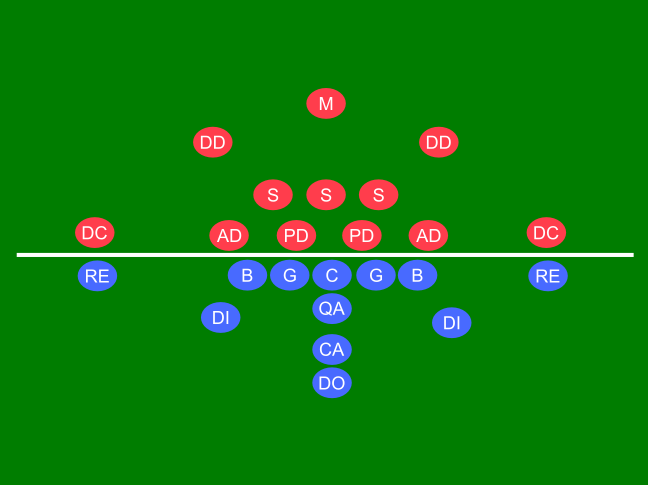
Positions des joueurs avec une formation type "I".

## Équipe offensive
Au football canadien, l'attaque est l'équipe qui a la possession du ballon. Son travail consiste à faire progresser le ballon vers la zone des buts adverse pour inscrire des points.
Les douze joueurs de l'attaque sont répartis en deux groupes :
- les cinq joueurs de ligne offensive, dont le principal rôle est de bloquer les adversaires pour ouvrir un chemin au porteur de ballon ou pour protéger le quart-arrière quand il se prépare à lancer une passe ; ils ne sont généralement pas admissibles à recevoir une passe avant ;
- les sept autres joueurs, parfois appelés joueurs d'arrière-champ, dont le rôle principal est de faire avancer le ballon, soit en courant avec celui-ci, soit par le jeu de passe.

### Quart-arrière

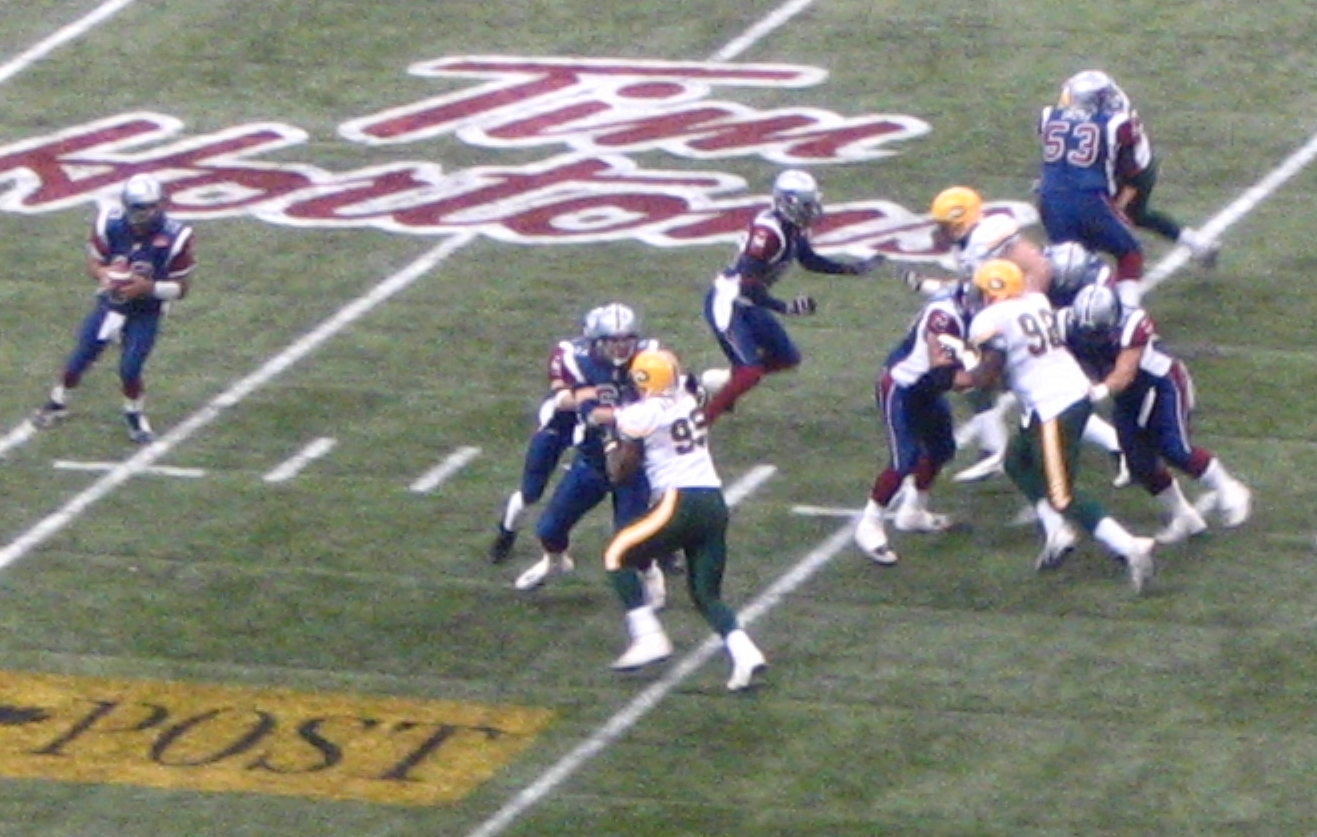
Le quart-arrière Anthony Calvillo entamant un mouvement de passe en avant.

Le quart-arrière (anglais : quarterback) dirige l'attaque et appelle les jeux. Il communique au reste de l'équipe offensive le jeu qui va suivre lors du caucus puis se place derrière le centre pour la remise du ballon.

### Porteur de ballon
Les porteurs de ballon (anglais : running backs) sont des joueurs agiles et rapides qui se placent derrière la ligne offensive et qui sont en position de recevoir le ballon du quart-arrière pour exécuter un jeu de course.
Selon l'endroit où ils se placent et en fonction du rôle qu'ils vont jouer, les coureurs sont de divers types :
- Le demi offensif (anglais : running back) est souvent désigné comme le porteur du ballon lorsqu'une équipe désire effectuer un jeu de course. Son but est de gagner un maximum de terrain en traversant si possible la défense adverse. Il peut également réceptionner une passe, agissant souvent comme une "soupape de sécurité" lorsque tous les receveurs sont couverts.
- Le centre-arrière (anglais : fullback) est souvent plus grand et plus fort que le demi offensif. Il agit principalement comme un bloqueur, mais peut également être utilisé pour attraper une passe ou pour courir comme le demi offensif.

### Receveur de passes
Les receveurs de passes se placent habituellement dans l'arrière-champ des deux côtés de la ligne offensive et à une certaine distance de celle-ci. Au football canadien, contrairement au football américain, ils peuvent être en mouvement au moment de la remise du ballon. On distingue deux positions :
- Le receveur éloigné (anglais : wide receiver) est comme son nom l'indique le plus écarté du ballon. Il court sur un tracé prédéterminé pour se démarquer et être en position de recevoir la passe du quart-arrière.
- Le demi inséré ou ailier rapproché (anglais : slotback) se positionne à une des extrémités de la ligne offensive. Du fait de sa position, il est souvent appelé à bloquer, en particulier lors des jeux de course. Cependant, parce qu'il est un receveur éligible, il peut également réceptionner une passe.

### Joueur de ligne offensive
Ce terme désigne les cinq joueurs placés sur la ligne de mêlée et dont les rôles principaux consistent à protéger le quart-arrière contre la charge de l'équipe défensive, et à créer une ouverture pour le porteur de ballon. Ce sont habituellement les joueurs les plus grands et les plus lourds sur le terrain. Ils ne sont pas éligibles à recevoir une passe avant, et à cet effet ils doivent porter un numéro entre 50 et 69. On distingue :
- Le centre (anglais : centre) se place au-dessus du ballon et effectue la remise du ballon vers le quart-arrière en le faisant passer entre ses jambes.
- Les gardes (anglais : guards) sont placés de part et d'autre du centre.
- Les bloqueurs (anglais : tackles) sont placés à l'extérieurs des gardes.

## Équipe défensive

### Joueur de ligne défensive
La ligne défensive comporte trois ou quatre joueurs. Dans une ligne à quatre joueurs on trouve :
- Les plaqueurs défensifs (anglais : defensive tackles), qui sont les deux joueurs au centre, et
- Les ailiers défensifs (anglais : defensive ends) qui sont à l'extérieur des plaqueurs.

Quand la ligne défensive est à trois joueurs, il n'y a qu'un plaqueur.

### Secondeur
Les secondeurs, le plus souvent au nombre de trois, constituent la deuxième ligne de défense. Leur rôle consiste surtout à arrêter les porteurs de ballon et à tenter de plaquer le quart-arrière derrière la ligne de mêlée (sac du quart). On distingue :
- Les secondeurs extérieurs (anglais : outside linebackers), et
- Le secondeur intérieur (anglais : middle linebacker).

### Demi défensif
La troisième ligne de défense est composée des demis défensifs (anglais : defensive backs). Ils sont particulièrement chargés de la défense contre la passe. Il y a ordinairement cinq demis défensifs sur le terrain. Ils sont désignés ainsi :
- Les deux demis de coin (anglais : cornerbacks) sont ceux qui sont placés le plus près des lignes de côté.
- Les deux demis défensifs sans autre appellation qui se placent à l'intérieur des demis de coin.
- Le maraudeur ou demi de sûreté (anglais : safety) qui s'aligne au centre et ordinairement derrière les autres demis défensifs.

## Unités spéciales
À part les spécialistes que sont le botteur de précision, le botteur de dégagements et le spécialiste des longues remises, les joueurs des unités spéciales sont la plupart du temps les réservistes pour les autres positions. Les spécialistes sont :
- Le botteur de précision (anglais : placekicker), qui est chargé des bottés d'envoi, des bottés de placement et des transformations.
- Le botteur de dégagement (anglais : punter), qui dégage le ballon du pied au troisième essai quand l'équipe offensive n'a pas réussi le premier jeu avec les essais précédents et n'est pas en position pour un placement. Il n'est pas rare qu'une équipe emploie le même joueur pour les rôles de botteur de précision et de botteur de dégagement.
- Le spécialiste des longues remises (anglais : long snapper), qui est un centre spécialisé pour envoyer le ballon avec précision vers le botteur de dégagement ou, dans le cas d'un botté de précision ou d'une transformation, vers le teneur.
- Le teneur (anglais : holder), qui reçoit le ballon du spécialiste des longues remises lors des bottés de précision et le place une extrémité au sol en bonne position pour le botteur. Le teneur est souvent un quart-arrière réserviste.
- Le spécialiste des retours de bottés (anglais : return specialist ou kick returner), qui reçoit les bottés d'envoi ou les dégagements et tente de revenir le plus loin possible avec le ballon. Le spécialiste des retours de bottés est souvent, en plus de sa spécialité, un demi offensif ou un demi défensif.